# Вяра Тимчева
Вяра Тимчева е българска журналистка, преводачка и писателка, авторка на произведения в жанра детска литература, фантастика, фентъзи и пътепис.

## Биография
Вяра Милева Тимчева е родена в Берковица. Завършва Езикова гимназия във Враца. Учи журналистика в СУ „Св. Климент Охридски“, а по-късно литература и масови комуникации във Франция (докторат по литература и комуникации в Бордо). Като студентка печели наградата за най-добра авторска приказка в престижен френски национален конкурс, а след това – и конкурс на българското Министерство на културата, с чието финансиране излиза първата ѝ книга на български език, „Индия и Малкият Тибет“.
Вяра Тимчева е автор на шест книги, публикувани на български език, и на други три, публикувани на френски език в издателство L'Harmattan, Париж. Специализира приказна литература и фентъзи и участва в разработването на френската енциклопедия, посветена на Толкин. Също така тя е пътешественик, обиколила над 70 държави, и автор на пътеписи в „Жената Днес“ и „Voyage“. Участва в хуманитарни проекти, свързани с Тибет, Непал, Мадагаскар, Салвадор и др.
Понастоящем Вяра Тимчева работи като преводач и живее в Люксембург.

### Книги за пътешествия:
- „Индия и Малкият Тибет“, роман-пътепис, изд. „Дамян Яков“ (2008)
- „Пътешественици“, сборник с много автори, изд. „Изток-Запад“ (2014)
- "Инвазия в Евразия", хумористични пътеписи,  изд. "Кибеа" (2025)

### Художествена литература:
- „Нобел, или околосветското пътешествие на един полярен мечок“, роман, изд. „Потайниче“ (2020)
- "Странни светове", новели, фантастика, фентъзи, изд. „Потайниче“ (2023)
- "Шарени приказки", изд. "Кибеа" (2023)

### На френски език:
- Le Merveilleux et la Mort, Paris : L'Harmattan (2006)
- Le mythe du Père Noël, Paris : L'Harmattan (2006)
- Magie et Magicien dans les contes méditerranéens et slaves, Paris : L'Harmattan (2012)
- Nobel, ou le voyage d'un ours polaire autour du globe, Luxembourg : D'Bréck (2024)